# 杉山好
杉山 好（すぎやま よしむ、1928年12月19日 - 2011年9月10日）は、ドイツ文学、キリスト教学者。東京大学教養学部名誉教授。

## 略歴
1928年、静岡県生まれ。第一高等学校を卒業し、東京帝国大学独文科に進む。1952年に卒業。同1952年に東京大学教養学部助手に採用される。以後、講師、助教授、教授（ドイツ語）に昇進。1989年、東京大学を定年退官し、名誉教授となった。それまで矢内原忠雄の創設した無教会主義系東京大学聖書研究会（東大聖研）の顧問だったが、川中子義勝に交代した。その後は恵泉女学園大学教授として教鞭をとった。また、獨協大学の非常勤講師を1963年頃から1998年まで続けたが、これは同大学創立者の天野貞祐に依頼されたからとされる。2011年9月10日、心不全のため死去。82歳没。

## 研究内容・業績
バッハの教会音楽のドイツ語歌詞を文語体に翻訳している。

## 家族・親族
- 息子：杉山直は天文学者。名古屋大学大学院理学研究科長・理学部長、名古屋大学副総長・東海国立大学機構理事等を歴任し、2022年に国立大学法人東海国立大学機構大学総括理事・副機構長 名古屋大学 総長に就任した。
- 息子：杉山至は舞台美術家。

## 著書
- 『聖書の音楽家バッハ <マタイ受難曲>に秘められた現代へのメッセージ』（音楽之友社、2000年）

## 翻訳
- カール・ハイム『神の国』（三一書店、1953年）
- 『シュヴァイツアー著作集 第12-14巻 バッハ』（浅井真男、内垣啓一共訳、白水社、1957年 - 1958年）
- 『ヒルティ著作集 第3巻 幸福論3』（前田護郎共訳、白水社、1959年）
- 『キルケゴール著作集 第17巻 キリスト教の修練』（白水社、 1963年）
- キルケゴール『世界の名著 第40 哲学的断片』（中央公論社、1966年）
- 『キルケゴール著作集 第7-9巻 哲学的断片への結びとしての非学問的あとがき』（小川圭治共訳、白水社、1968年 - 1970年）
- 『NTD新約聖書註解 6 ローマ人への手紙 翻訳と註解』（パウル・アルトハウス、NTD新約聖書註解刊行会、1974年）
- ギュンター・シュティラー『バッハ叢書 7 バッハとライプツィヒの教会生活』（清水正共訳、白水社、1982年）
- ヴェルナー・フェーリクス『J.S.バッハ生涯と作品』（国際文化出版社、1985年、「バッハ」講談社学術文庫）